# Bulkley River
Der Bulkley River ist ein bedeutender orographisch linker Nebenfluss des Skeena River im Nordwesten der kanadischen Provinz British Columbia. 
Bekannt ist der Fluss für seine Stahlkopfforellen. Der Fluss hat eine Länge von etwa 220 km. Gemessen von der Quelle des Zuflusses Maxan Creek beträgt die Gesamtlänge des Bulkley River 257 km. Sein Einzugsgebiet umfasst 12.400 km². Die Monate Mai und Juni sind die abflussreichsten.
Entlang dem Bulkley River verläuft der British Columbia Highway 16. Der Bulkley River fließt vom Bulkley Lake an Perow vorbei und trifft bei Houston auf seinen größten und deutlich wasserreicheren Nebenfluss, den Morice River. Der Bulkley River setzt seinen Weg nach Norden fort, an Quick, Telkwa und Smithers vorbei. Bei Hazelton mündet er schließlich in den Skeena River.
Die im Bulkley Valley lebenden First Nations nannten den Bulkley River Wet'sinkwha oder Wa Dzun Kwuh und bezeichneten sich selbst als Wet'suwet'en („Volk entlang des Wa Dzun Kwuh“).
Der Fluss bekam später den Namen Bulkley River zu Ehren von Oberst Charles Bulkley, einem Vermessungsingenieur, dessen Mannschaft 1866 das Gebiet für die Errichtung einer russisch-amerikanischen Telegraphenverbindung erkundete. 